# Topsite
Topsite é um termo usado pela cena warez para referir-se a servidores FTP underground, de alta velocidade e sigilo, usados por grupos de lançamentos e entregadores para distribuição, armazenamento e arquivamento de lançamentos de warez.
Topsites têm conexões de Internet de largura de banda muito alta, normalmente suportando taxas de transferência de centenas a milhares de megabits por segundo; suficiente para transferir um Blu-ray inteiro em segundos. Topsites também têm uma capacidade de armazenagem muito alta; um total de vários terabytes é típico.

## Software
Alguns softwares que são usados para rodar topsites:

### FTP daemons
- glFTPd [6][7]
- DrFTPD [4][8][9][10]
- ioFTPD [11][12]
- RaidenFTPD [7][11]